# Celsus Peak
Celsus Peak är en bergstopp i Antarktis. Den ligger i Västantarktis. Argentina, Chile och Storbritannien gör anspråk på området. Toppen på Celsus Peak är 638 meter över havet.
Terrängen runt Celsus Peak är kuperad åt sydost, men åt nordväst är den bergig. Havet är nära Celsus Peak åt sydost. Trakten är obefolkad. Det finns inga samhällen i närheten. 